# Latte sintetico
Il latte sintetico è un latte prodotto artificialmente in laboratorio sfruttando dei lieviti specializzati per la produzione delle proteine del latte, sfruttando il processo di fermentazione di precisione. Esistono delle aziende come la startup israeliana Remilk, nata nel 2019, che hanno messo a punto una fermentazione di precisione per produrre latte in un modo che potrebbe essere più sostenibile rispetto a quello tradizionale.
Il prodotto così ottenuto non contiene lattosio, colesterolo, tracce di antibiotici o ormoni, mantenendo inalterati il gusto e i valori nutrizionali.
Secondo uno studio condotto da Remilk, chi ha assaggiato il latte e i latticini prodotti con queste proteine non percepisce alcuna differenza: il sapore, il profumo, la consistenza, la piacevolezza sono identici a quelli dei prodotti tradizionali.

## Produzione
Per la produzione del latte sintetico viene sfruttato un processo di fermentazione dei lieviti.
Attraverso un clonaggio molecolare si inseriscono i geni delle proteine del latte provenienti dal DNA delle vacche in cellule di lievito. Si crea così un filamento di DNA con la stessa sequenza nucleotidica codificante le proteine del latte di vacca, il quale viene inserito all'interno di un ospite eucariote (lievito). I lieviti vengono fatti crescere e proliferare all'interno dei fermentatori dove i microrganismi si moltiplicano rapidamente e producono le proteine del latte.
Queste proteine poi vengono addizionate con vitamine, sali minerali, grassi e zuccheri provenienti da fonti non animali, che non contengono quindi lattosio e colesterolo. La soluzione ottenuta viene poi disidratata dando origine a una polvere versatile che può essere utilizzata per molteplici preparazioni.

## Vantaggi
Il vantaggio principale della fermentazione di precisione è che elimina la necessità dell'uso di animali nella produzione di latticini, riducendo la quantità di acqua utilizzata, limitando le emissioni di gas serra in atmosfera e riducendo la superficie di suolo occupato. Per produrre in laboratorio la stessa quantità di latte di una fattoria occorre infatti il 99% in meno di terreno.
I dati dell'USDA del 2021 mostrano che ci sono 9,4 milioni di vacche da latte solo negli Stati Uniti, le quali richiedono enormi quantità di energia, terra e acqua, ma sono altamente inefficienti nella produzione del cibo: convertono solo il 14% delle proteine che consumano in proteine commestibili agli esseri umani.